# La Cordée (école)
Pour les articles homonymes, voir Cordée.
 (septembre 2022).
L'école La Cordée est un établissement scolaire français hors contrat créé en 2015, à Roubaix, dans l’ancienne école Victor Hugo, cette dernière ayant été relocalisée dans d'autres locaux en 2014. Elle fait partie du réseau de la fondation Espérance banlieues. L'établissement dispense des cours allant de la moyenne section de maternelle jusqu'à la troisième.

## Ligne directrice et signes distinctifs
L'école suit une ligne patriotique et traditionnelle non confessionnelle.
Les élèves ont droit à un polo blanc, un pantalon noir et à un sweat-shirt (vert pour les garçons et rose pour les filles) en guise d'uniforme.